# Ochodaeidae
Ochodaeidae, (v anglicky mluvících zemích jsou známí jako sand-loving scarab beetles – pískomilní chrobáci), jsou malá avšak široce rozšířená čeleď brouků z nadčeledi Scarabaeiformia.
Tito brouci jsou malí, dosahují velikosti 3–10 mm. Tvar jejich těla je protáhlý až oválný, zbarvení žluté, červeno-hnědé, hnědé a černé.
O životě a chování asi 80 popsaných druhů je toho známo velmi málo. Mnohé z těchto druhů byly sbírány v noci v písčitých oblastech a většinou přilákány do světelných pastí, některé druhy jsou aktivní během dne.